# الحرب الأهلية الصينية
الحرب الأهلية الصينية (صينية تقليدية: 國共內戰؛ صينية بسيطة:国共内战؛ بينين: Guógòng Nèizhàn؛ وحرفيا الحرب الأهلية الاشتراكية القومية) أو (صينية تقليدية: 解放戰爭؛ مبسطة: 解放战争؛ بينين: Jiefang Zhanzheng؛ حرفياً حرب التحرير)، حرب أهلية قامت في الصين بين القوات الموالية لحزب كومينتانغ بقيادة حكومة جمهورية الصين، والقوات الموالية للحزب الشيوعي الصيني. بدأت الحرب في أغسطس 1927، مع الحملة الشمالية بقيادة الجنرال تشانغ كاي تشيك، وانتهت عندما توقفت عمليات القتال الرئيسية في عام 1950. ويمكن تقسيمها عموما إلى مرحلتين؛ أولها بين عامي 1927-1937، والثانية بين عامي 1946-1950 وتفصل بينهما الحرب الصينية اليابانية الثانية. كانت الحرب نقطة تحول كبرى في تاريخ الصين الحديث، بسيطرة للحزب الشيوعي الصيني على ما يقرب من كامل بر الصين الرئيسي، وإقامة جمهورية الصين الشعبية ليحل محل جمهورية الصين. كما تسبب بمواجهة سياسية وعسكرية دائم بين الجانبين على مضيق تايوان، إذ أن كلا من جمهورية الصين في تايوان وجمهورية الصين الشعبية في القارة تطالب رسميا بالاعتراف بها كحكومة شرعية على كل الصين.
مثلت الحرب الانقسام الأيديولوجي بين الحزب الشيوعي الصيني وحزب الكومينتانغ الوطني. واستمرت الحرب بشكل متقطع حتى أواخر العام 1937، عندما اتفق الطرفان معا لتشكيل الجبهة المتحدة الثانية لمواجهة التهديد الياباني وإنقاذ البلاد من الانهيار. استؤنفت الحرب الأهلية الشاملة في البلاد في عام 1946، بعد عام من انتهاء الحرب مع اليابان. وتوقفت العمليات العسكرية الكبرى بعد أربع سنوات، حيث سيطرت جمهورية الصين الشعبية المؤسسة على بر الصين الرئيسي (بما في ذلك هاينان) وجمهورية الصين التي اقتصرت على تايوان، بنغو، كيموي، ماتسو والعديد من الجزر النائية.
وحتى اليوم لم يتم التوقيع على أي معاهدة سلام أو هدنة، وهناك جدل حول ما إذا كانت الحرب الأهلية قد انتهت من الناحية القانونية. وقد أعيقت العلاقات عبر المضيق بسبب التهديدات العسكرية والضغوط السياسية والاقتصادية، بالأخص حول الوضع السياسي لدولة تايوان، إذ تلتزم الحكومتان رسميا بما يسمى «سياسة الصين الواحدة». ولا تزال الجمهورية الشعبية تطالب بتايوان جزءا من أراضيها، ولا تزال تهدد جمهورية الصين بالغزو العسكري إذا أعلنت استقلالها رسميا في حالة تغيير اسمها إلى «جمهورية تايوان» لتنال اعترافا دوليا. وبالمقابل تطالب جمهورية الصين بالبر الرئيسي، ويظل كلاهما ينازعان على الاعتراف الدبلوماسي. واليوم فإن الحرب تجري على الجبهات السياسية والاقتصادية في شكل علاقات عبر المضيق دون اشتباك عسكري فعلي؛ ومع ذلك، تربط بين الحكومتين المنفصلتين علاقات اقتصادية وثيقة.

## الاسم
في بر الصين الرئيسي، تعرف آخر سنوات من الحرب (1947 – 1949) باسم «حرب التحرير»، واسمها الرسمي هو حرب تحرير الشعب الصيني، وتعرف أيضا باسم «الحرب الثورية الداخلية الثالثة». وتعرف الحرب في تايوان باسم «حرب التمرد المضاد ضد الشيوعيين» قبل عام 1991. تعرف الحرب بشكل عام بين الجانبين باسم «الحرب الأهلية بين الوطنيين والشيوعيين».

## خلفية
بعد انهيار سلالة تشينغ بسبب ثورة شينهاي، مرت الصين بفترة وجيزة من الحرب الأهلية، قبل أن يتولى يوان شيكاي رئاسة جمهورية الصين المشكلة حديثًا،[بحاجة لرقم الصفحة] وعُرفت حكومته باسم حكومة بيانغ وعاصمتها بكين، كان الرئيس يوان شينكاي قد أُحبطت محاولته قصيرة الأمد لإعادة الحكم الملكي في الصين إذ عد نفسه إمبراطور هانغشون. توفي الرئيس يوان مع بداية الحرب العالمية الأولى، وشهدت السنون التي تلت وفاته صراعًا على السلطة بين مختلف الزمر في جيش المحيط الشمالي، وشكل الكومنتانغ (الحزب القومي) بقيادة سون يات سَن حكومة جديدة في غوانزو لمعارضة حكم بيانغ.
تراجعت العديد من الدول عن مساندة جهود سون، لذا لجأ إلى الاتحاد السوفييتي سنة 1921 الذي دعم سون والحزب الشيوعي الصيني الجديد، ونشب الصراع الصيني على السلطة بين الحزب الشيوعي الصيني والحزب القومي.
جاء في بيان مشترك بين سون وممثل الاتحاد السوفييتي في شانغهاي أن الاتحاد السوفييتي أرسل مساعدات لتوحيد الصين. كان البيان إعلانًا عن التعاون بين الحزب الشيوعي الصيني والحزب القومي (الكومنتانج) والكومنترن. وصل مندوب الحزب الأخير إلى الصين سنة 1923 للمشاركة في إعادة تنظيم ودعم الحزب القومي على غرار الحزب الشيوعي السوفييتي، ثم انضم الحزب الشيوعي الصيني إلى الحزب القومي لتشكيل ما يعرف بالجبهة الموحدة الأولى.
سنة 1923 أرسل سون مساعده شيانغ كاي شيك لدراسة العسكرية السياسية في العاصمة السوفييتية موسكو، وبحلول 1924 أصبح شيانغ رئيس أكاديمية وامبوا العسكرية، واكتسب أهمية وشهرة ليصبح بذلك وريث سون وقائد الحزب القومي.
زود الاتحاد السوفييتي الأكاديمية بالكثير من الموارد التعليمية والتنظيم والمعدات بل وحتى الذخائر، وساهم في التدريب على طرق التجنيد الجماعي، وبهذا أضحى سون قادرًا على تكوين جيش مخلص للحزب القومي، أمل به أن يهزم قادة الحرب العسكريين. وأصبح العديد من أعضاء الأكاديمية مدربين، من ضمنهم تشوان لاي الذي أصبح مدربًا عسكريًا.
كان بوسع أعضاء الحزب الشيوعي الانضمام إلى الحزب القومي على أساس فردي، إذ كان الحزب الشيوعي ما زال في بدايته، وتكون من 300 عضو سنة 1922 و1500 عضو سنة 1925، في حين تكون الحزب القومي من 50 ألف عضو سنة 1923.
بعد وفاة سون عام 1925 انقسم الحزب القومي إلى كتلتين يمينية ويسارية، وكان أعضاء الحزب القومي قلقين بشأن السوفييت لأنهم شعروا بتأييدهم للحزب الشيوعي الصيني. بدأ الحزب الشيوعي شن حركات مناهضة للحملة الشمالية التي قام بها الجيش القومي الثوري، وأصدروا قرارًا بحل الحزب القومي في اجتماع الحزبين.
قرر الحزب القومي عقد اجتماع في مارس 1927 بعد أن اتضحت توجهات السوفييت المناهضة لسلطة شيانغ، وأصبح الحزب القومي منقسمًا بوضوح.
وأصبح الاتحاد السوفييتي مؤثرًا بوضوح في الحزب الشيوعي الصيني، وأمده بالمال والرجال، ذلك الدعم الذي ما كان الحزب الشيوعي لينجح من دونه، حتى أن أحزابًا صينية أخرى قد فشلت في تلك الفترة لأنها لم تحظ بدعم السوفييت، رغم أن أحدها كان يمتلك 10 آلاف عضو.

### البعثة الشمالية وانقسام الحزبين القومي والشيوعي
عندما توفي زعيم الحزب سون يات سون في مارس 1925 خلفه اليميني شيانج كاي شيك، الذي بدأ خطوات لتهميش موقف الشيوعيين. ومع ذلك، أيد ماو قرار شيانج بالإطاحة بحكومة بيانغ وحلفائهم الإمبرياليين الأجانب باستخدام الجيش الثوري الوطني الذي بدأ الحملة الشمالية عام 1926. في أعقاب الحملة، استولى الفلاحون على أراضي الأثرياء الذين قُتلوا. أغضبت هذه الأحداث شخصيات بارزة في حزب الكومينتانغ، إذ كانوا هم أنفسهم ملاك أراض، مؤكدين الانقسام الطبقي والأيديولوجي المتنامي داخل الحركة الثورية.
أدى التنافس بين حزب الكومينتانغ والحزب الشيوعي الصيني عام 1927 إلى انقسامات في صفوف الثورة. قرر الحزب الشيوعي الصيني مع الجناح الأيسر من حزب الكومينتانغ نقل مقر حكومة الكومينتانغ من قوانغتشو إلى ووهان، حيث كان النفوذ الشيوعي قويًا، ومع ذلك انتقل تشيانج ولي زونغرن الذي هزمت جيوشه أمير الحرب سون تشوانفانغ شرقًا نحو جيانغشي. رفض اليساريون طلب شيانج بالقضاء على النفوذ الشيوعي داخل حزب الكومينتانغ، وندد شيانج بخيانتهم لمبادئ سون يات سن بتلقي أوامر من الاتحاد السوفيتي. وفقًا لماو تسي تونغ، قل ولاء شيانغ للحزب الشيوعي الصيني في معسكر الكومينتانغ مع زيادة قوته.

## الحرب اليابانية الصينية الثانية (1937-1945)
خلال الاحتلال الياباني لمنشوريا، رأى شيانغ كاي شيك أن الحزب الشيوعي الصيني يشكل التهديد الأعظم، ورفض التحالف معهم ضد اليابان، وفضل اتحاد الصين بالتخلص قادة الحزب الشيوعي الصيني وقواته مبدئيًا. اعتقد شيانغ أنه أضعف من أن يشن حملة لطرد اليابان، وأن الصين في حاجة إلى الوقت كي تبني جيشًا مساعدًا، لذا كان لا بد من الوحدة قبل الاستعداد لمقاومة اليابان، لتجنب الغضب والسخط المنتشرين بين عامة الشعب الصيني بخصوص سياسة التفاوض مع اليابان. أمر شيانغ الجنرالين تشانغ شليانغ ويانغ هو تشنغ بشن حملة لقمع الحزب الشيوعي، لكن قواتهم تكبدت خسائر فادحة في معاركهم ضد الجيش الأحمر.
سنة 1936 تآمر الجنرالان لخطف شيانغ وإجباره على عقد هدنة مع الحزب الشيوعي، وأوقف الحزبان القتال لتشكيل جبهة موحدة ثانية ضد اليابان. شنت اليابان هجومًا ضخمًا على الصين، واجتاحت قواتها خطوط دفاع الحزب القومي في شمال الصين وعلى سواحلها.
كان التحالف بين الحزبين القومي والشيوعي لا يعدو كونه اسميًا، وكان التعاون بينهما ضعيفًا. وعلى عكس الحزب القومي، تجنبت قوات الحزب الشيوعي الحرب التقليدية وانتهجت حرب العصابات ضد اليابانيين. وتنافس الحزبان للسيطرة على المناطق التي لم تخضع لسيطرة اليابانيين، وكانت الحكومة مستقلة اسميًا فقط لكنها في الواقع خاضعة لسيطرة قوى خارجية.
بنهاية عام 1940 وبداية 1941، اشتعلت المواجهات بين الحزبين، وأمر شيانغ الجيش الرابع الجديد للحزب الشيوعي بإخلاء مقاطعتي آنهوي وجيانغسو بسببب تحرشه بقوى الحزب القومي في المنطقة، وتحت الضغط الكبير أذعن قادة الجيش الرابع لقرار الانسحاب، وتربص الحزب القومي بقوات الجيش الجديد في أثناء الانسحاب، ما أسفر عن وفيات بالآلاف، وأدى إلى انهاء اتفاقية جبهة الوحدة الثانية التي تشكلت لمقاومة الغزو الياباني.
تدخلت الولايات المتحدة والاتحاد السوفييتي لمحاولة منع الحرب الأهلية، إذ أرسل الرئيس الأمريكي فرانكلين روزفلت مبعوثًا خاصًا للتشاور مع شيانغ كي شيك وقادة الحزب القومي للتعبير عن قلقه بخصوص العداء بين الحزبين، مشيرًا إلى أن المستفيد الوحيد من الحرب الداخلية هي اليابان. أما الاتحاد السوفييتي فقد اقتصر تدخله على الحزب الشيوعي الصيني، إذ أرسل إلى ماو سنة 1941 يحذره من أن الحرب الأهلية ستسهل الأمر على القوى اليابانية، أثمرت تلك الجهود سلامًا ظاهريًا مؤقتًا. لكن شيانغ ما لبث أن هاجم الحزب الشيوعي عام 1943 بذريعة جديدة، ورد الحزب الشيوعي بالهجوم على حكم شيانغ واصفين إياه بالنظام الفاشي، وبات واضحًا أن معركة دامية على وشك أن تنشب بينهما.
كان سير الأحداث عمومًا في صالح الحزب الشيوعي، إذ تفوقت طرق حرب العصابات في مقاومة اليابانيين. وكان على الحزب القومي أن يدافع عن البلاد ضد الحملات اليابانية الكبرى بوصفه الحزب الحاكم رسميًا، ما أدى إلى خسائر كبيرة في صفوف شيانغ وقواته. وشنت اليابان آخر حملاتها (عملية أشيغو) ضد الحزب القومي سنة 1944، ما أسفر عن خسائر هائلة في قوات شيانغ، في حين تلقى الحزب الشيوعي خسائر أقل بسبب طرق حرب العصابات، وبنهاية الحرب أصبح الجيش الأحمر يتكون من أكثر من 1.3 مليون جندي، فضلًا عن ميليشيات منفصلة تبلغ 2.6 مليون عضو، وعاش 100 مليون شخص في المناطق التي سيطر عليها الحزب الشيوعي.